# 斎藤就幸
斎藤 就幸（さいとう なりゆき）は、江戸時代初期の武士。毛利氏家臣で長州藩士。知行は200石。父は斎藤就実。

## 生涯
元和6年（1620年）、長州藩士・斎藤就実の嫡男として生まれたが、寛永4年（1627年）12月4日に父・就実が死去。寛永6年（1629年）閏2月13日に毛利秀就の加冠状を受けて元服し、「就」の偏諱を与えられて、「就幸」と名乗った。
寛永9年（1632年）9月13日、毛利秀就は就幸の祖父・斎藤元助の当知行200石の地について、就幸が18歳になるまでは斎藤就豊が代役を務め、就幸が18歳になった時に200石を渡すように命じた。また、就豊の扶持方切銭については、元助の隠居分を与える事とされた。寛永16年（1639年）3月1日には秀就から「又兵衛尉」の百官名を与えられている。
その後、秀就、綱広、吉就、吉広に仕え、宝永4年（1707年）8月4日に死去。享年88。子の真利が後を継いだ。